# A-Studio
A-Studio, bildat 1982 i Almaty, är ett kazakiskt band som håller till i Ryssland. Bandet består just nu av fyra medlemmar. De är Keti Topuria, Baigali Serkebayev, Vladimir Mikloshich och Fedor "Federico" Dossumov. Mikloshich och Serkebayev var med och grundade bandet tillsammans med två tidigare medlemmar, Batyrkhan Shukenov och Baglan Sadvakasov. Ytterligare två personer, Polina Griffith och Tamerlan Sadvakasov, har även de tidigare varit medlemmar i bandet. 

## Karriär
Bandet bytte år 1988 namn från Alma-Ata Studio till A-Studio som det fortfarande heter idag. Bandet blev populärt i Sovjetunionen 1990 med låten "Julia" (Джулия) som de hade gett ut året innan. 
År 2000 lämnade sångaren Shukenov bandet för att satsa på en solokarriär och ny sångare blev Polina Griffith. Bandet släppte flera singlar, bland annat "SOS" som blev populär i både Europa och Australien.
År 2004 lämnade Griffith bandet av samma anledning som företrädaren Shukenov hade gjort. Den här gången blev Keti Topuria från Georgien den nya sångaren i bandet. De släppte flera nya singlar som blev framgångsrika i många länder inom forna Sovjetunionen.
Den 2 augusti 2006 omkom gitarristen Sadvakasov i en bilolycka. Hans 17-åriga son Tamerlan tog hans plats tills han själv var tvungen att lämna bandet för att ge plats åt sina studier. Den som tog Tamerlans plats var Fedor "Federico" Dossumov.
A-Studio har släppt totalt 13 album sedan 1988. Tio av dem är studioalbum, två är livealbum och ett är ett samlingsalbum.

## Diskografi

### Album
- 1988 - Road with No Stops (Путь без Остановок)
- 1990 - Julia (Джулия)
- 1993 - A-Studio (А-Студио)
- 1994 - Soldier of Love (Солдат Любви)
- 1995 - A-Studio Live
- 1996 - Unloved (Нелюбимая)
- 1997 - The Best
- 1998 - Sinful Passion (Грешная Страсть)
- 2001 - Such Things (Такие Дела)
- 2005 - Flying Away (Улетаю)
- 2007 - 905
- 2008 - Total
- 2010 - Waves (Волны)